# Supercoupe du Portugal de football 2013
La Supercoupe du Portugal 2013 (portugais : Supertaça Cândido de Oliveira 2013) est la trente-cinquième édition de la Supercoupe du Portugal, épreuve qui oppose le champion du Portugal au vainqueur de la Coupe du Portugal. Disputée le 10 août 2013 au stade municipal d'Aveiro devant 29 100 spectateurs, la rencontre est remportée par le FC Porto aux dépens du Vitória Guimarães sur le score de 3-0.
Il s'agit de la troisième confrontation entre les deux clubs en Supercoupe. Lors de l'édition 1988, le Vitória Guimarães s'impose 2-0 en score cumulé aller-retour. Lors de l'édition 2011, le FC Porto s'impose sur le score de 2-1.

## Feuille de match
| 10 août 2013 | FC Porto                              | 3 - 0   | Vitória Guimarães | Stade municipal, Aveiro                            |                                                    |
| 20:45 UTC+0  | Licá 5e · Martínez 17e · González 45e | (3 - 0) |                   | Spectateurs : 29 100 Arbitrage : Artur Soares Dias | Spectateurs : 29 100 Arbitrage : Artur Soares Dias |
| 20:45 UTC+0  | Rapport                               |         |                   | Spectateurs : 29 100 Arbitrage : Artur Soares Dias | Spectateurs : 29 100 Arbitrage : Artur Soares Dias |

| Porto | Guimarães |

|               |    |                  |     |
|               |    |                  |     |
| G             | 1  | Helton           |     |
| D             | 5  | Jorge Fucile     |     |
| D             | 22 | Eliaquim Mangala |     |
| D             | 30 | Nicolás Otamendi |     |
| D             | 26 | Alex Sandro      |     |
| M             | 25 | Fernando         |     |
| M             | 3  | Lucho González   |     |
| M             | 35 | Steven Defour    | 76e |
| M             | 17 | Silvestre Varela | 63e |
| M             | 19 | Licá             | 87e |
| A             | 9  | Jackson Martínez |     |
| Remplaçants : |    |                  |     |
| G             | 24 | Fabiano          |     |
| D             | 4  | Maicon           |     |
| M             | 8  | Josué            | 63e |
| M             | 16 | Héctor Herrera   |     |
| M             | 10 | Juan Quintero    | 76e |
| A             | 11 | Nabil Ghilas     |     |
| A             | 28 | Kelvin           | 87e |
| Entraîneur :  |    |                  |     |
| Paulo Fonseca |    |                  |     |

|               |    |                   |     |     |
|               |    |                   |     |     |
| G             | 1  | Douglas           |     |     |
| D             | 23 | Pedro Correia     |     |     |
| D             | 3  | Josué             |     |     |
| D             | 15 | Paulo Oliveira    |     |     |
| D             | 30 | David Addy        |     |     |
| M             | 6  | Moreno            | 81e |     |
| M             | 11 | André André       |     | 76e |
| M             | 50 | Rafael Crivellaro |     | 46e |
| M             | 7  | Marco Matias      |     |     |
| M             | 10 | Jean Barrientos   |     |     |
| A             | 22 | Tómané            |     | 46e |
| Remplaçants : |    |                   |     |     |
| G             | 13 | Assis             |     |     |
| D             | 2  | Freire            |     |     |
| D             | 5  | Luís Rocha        |     |     |
| M             | 17 | Hernâni           |     |     |
| M             | 18 | Leonel Olímpio    |     | 46e |
| A             | 19 | Ricardo Gomes     |     | 76e |
| A             | 22 | Moussa Maâzou     |     | 46e |
| Entraîneur :  |    |                   |     |     |
| Rui Vitória   |    |                   |     |     |

| Homme du match - Lucho González (Porto) Arbitres - Arbitres assistants : - Rui Licínio (Porto) - João Silva (Porto) - Quatrième arbitre : Rui Silva (Vila Real) |